# 石油收入税
石油收入税（英語：Petroleum Revenue Tax）是英国的直接税。工党的哈罗德·威尔逊重新执政以及1973年能源危机后不久，在1975年颁布《石油税法》后开始征收石油收入税。征收该税的目的为确保英国政府能够从英国大陆架开采的石油中获得合理的利益，也能使石油公司获得合理的回报。

## 石油收入税
石油收入税针对英国及英国大陆架开采油气得到的“超额利润”进行征收。扣除免税额度后税率为开采石油所得利润50%，2016年1月1日开始降到35%，2016年3月提交到下议院的英国预算案中实际上已经放弃征收。石油收入税只对单一的油气田进行征收，不能用其他油气田产生的利润进行抵扣。1993年3月16日，对在此日期和之后获得开发许可的油田停止征收石油收入税，但是在此之前获得开发许可的油田仍得缴税。1993年石油收入税的税率也从75%降到50%，但与油气勘探有关的免税额度被取消。
参与石油生产和勘探的公司还得缴纳公司税，不过可以用石油收入税进行抵扣。开采石油所得到的利润总额受到公司税的环围限制（ring fence）规范，这代表报账时开采石油得到的利润不能因其他业务亏损或者有税收减免而减少（和PRT针对单个油田进行征税不同，环围限制适用于整个石油勘探行业）。2002年4月17日起除了缴纳30%的公司税外还需缴纳10%的公司税附加税（supplementary corporation tax）。2005年12月英国政府在《预算前报告》中将附加税的税率提高到20%，并将在2006年1月1日生效。2011年英国政府在预算案中将附加税的税率进一步提高至32%，并将在2011年3月23日生效。综合所有税率来看需要缴纳石油收入税的油田边际税率为81%（包含石油收入税和公司税），不需要缴纳石油收入税的油田边际税率为62%。
石油收入税由英国税务海关总署中的大企业处能源组（原英国税务局石油税务办公室）负责管理，能源组还负责管理受到环围限制规范的公司税及公司税附加税。能源组以前还负责管理特许权使用费（royalty），特许权使用费是依已勘探得知的油气储量总价值进行计算。

## 石油收入税的历史
英国出台和修订的石油收入税主要立法历程：
- 1975年《石油税法》（c.22）
- 1980年《石油收入税法》（c.1）
- 1983年《石油税法》（c.56）
- 1983年《石油特许权使用费（减免）法》（c.59）
- 1986年《预缴石油收入税法》（c.68）
- 1989年石油特许权使用费（减免）和大陆架法（c.1）